# Henry County (Kentucky)
Henry County is een county in de Amerikaanse staat Kentucky.
De county heeft een landoppervlakte van 749 km² en telt 15.060 inwoners (volkstelling 2000). De hoofdplaats is New Castle en de dichtstbevolkte stad is Eminence.

## Bevolkingsontwikkeling

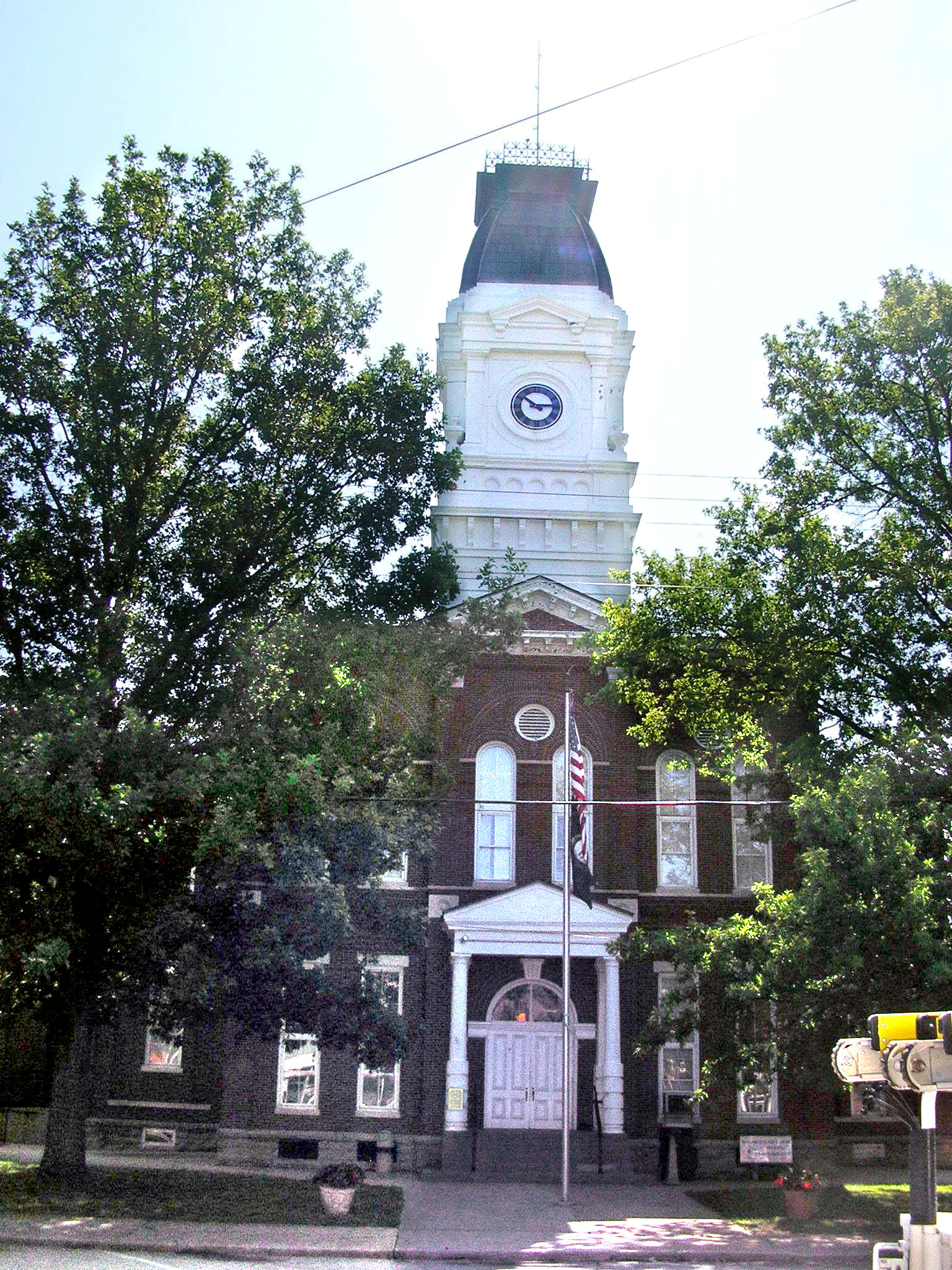
Henry County Courthouse